# کلان‌شهر مستقل نوزلی
کلان‌شهر مستقل نوزلی (به انگلیسی: Metropolitan Borough of Knowsley) یک کلان‌شهر مستقل در انگلستان است که در مرزیساید واقع شده‌است.

## خواهرخوانده
شهر مئرس خواهرخواندهٔ کلان‌شهر مستقل نوزلی هست.